# 모멘트 분배법
모멘트분배법(-分配法, Moment distribution method)은 1930년 5월에 미국 일리노이 주립 대학교 어바나-샴페인의 하디 크로스 교수가 미국토목학회지의 논문 "Analysis of Continuous Frames by Distributing Fixed-End Moments"(〈고정단 모멘트의 분배에 의한 연속 뼈대 구조의 해석〉)을 통해 발표한 부정정 구조해석방법으로, 반복적인 계산을 통해 연속보와 뼈대 구조의 절점 모멘트를 구할 수 있는 근사해법이다. 고정모멘트법(固定-法)으로도 불린다.

## 특징
모멘트 분배법은 부재의 고정단 모멘트로부터 시작하여 순차적으로 구조물 전체의 평형이 만족될 때까지 반복적으로 불균형 모멘트를 분배하고 인접 부재로 배분하는 방법이다. 이는 구조해석에서 자주 등장하는 선형 연립방정식의 해를 해석적으로 직접 구하지 않고 가우스-조던 방법(Gauss-Jordan method) 또는 가우스-사이델 방법(Gauss-Seidel method)등을 도입하여 반복 계산을 통해 근사해를 구하는 방법으로, 수(手)계산에 매우 편리하다. 모멘트 분배법은 기본적으로 처짐각법(slope deflection method)에서 발전된 것이나, 처짐각법에서 미지수를 각 절점의 처짐각으로 하는 것에 비해, 모멘트 분배법에서는 처짐각과 부재의 상대적 강도로부터 유도한 부재단 모멘트를 미지수로 하여 해석한다.

## 구현
자유도를 갖는 모든 절점을 구속시킨 뒤 재하되는 고정단 모멘트를 절점의 구속을 순차적으로 풀며 전체 구조물로 분배시키는 과정을 원하는 정밀도의 결과에 이를 때까지 반복한다. 모멘트 분배법을 적용하기 위해서는 다음과 같은 사항에 대한 고려가 필요하다.

### 고정단 모멘트
절점을 구속할 때 각 부재단에 발생하는 모멘트이다.

### 부재의 상대적 휨강성
전달률(carry-over factor)과 분배율(distribution factor)를 계산하기 위해서는 각 부재의 길이와 더불어, 탄성 계수(E)와 단면 이차 모멘트(I)의 곱으로 주어지는 휨 강성의 상대적인 비를 알아야 한다.

### 분배율
하나 이상의 부재가 모이는 절점에서, 절점을 구속할 때에 재하되는 불균형 모멘트에 대해, 구속을 제거할 때에 발생하는 회전 변위에 저항하기 위해(즉 정역학적 평형을 만족하기 위해) 각 부재단에 발생하는 모멘트(분배모멘트, distributed moment)들의 상대적인 비를 나타낸다.

### 전달률
부재의 한쪽단에 연결된 절점의 구속을 제거하며 분배된 모멘트는 그 부재의 다른쪽 단(고정되어 있음)으로도 전달되는데, 이렇게 전달된 모멘트를 전달모멘트(carryover moment)라고 하며, 그 비율을 전달률이라고 한다.

### 부호 규약
계산 과정에서의 편의를 위해 시계방향 또는 반시계방향의 모멘트를 임의로 양(+)으로 정한다. 보통 처짐각법의 부호 규약을 따른다.

### 뼈대 구조에의 적용
뼈대 구조물에도 연속보와 같은 방식으로 모멘트 분배법을 적용할 수 있다. 다만, 절점의 횡변위(가로흔들이, sidesway)가 있는 경우는, 모든 횡변위를 구속하고 해석한 결과와 각각의 횡변위를 임의의 값으로 하여 해석한 결과들을 중첩(평형 조건을 적용)하면 전체 구조물을 해석할 수 있다.

## 예제

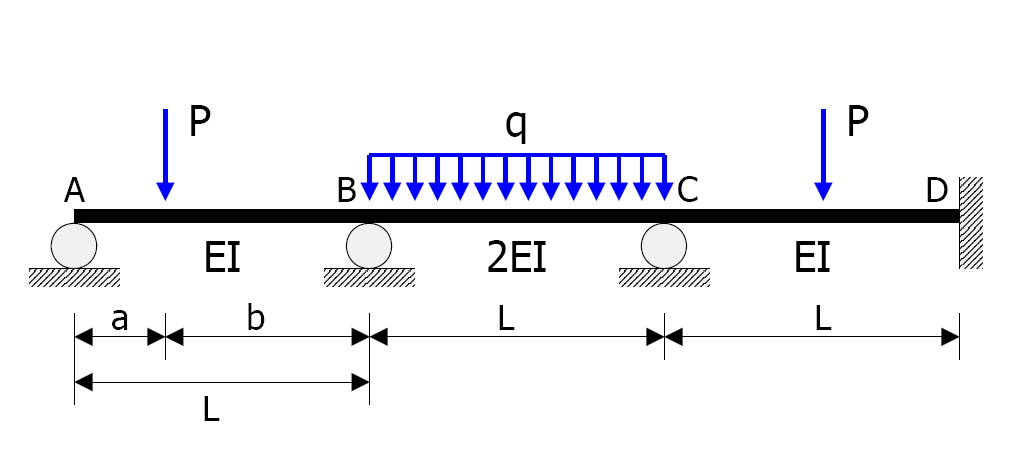
예제 연속보

오른쪽 그림과 같은 연속보 구조물을 해석해 보자.
- 부재 AB, BC, CD의 길이는 모두 {\displaystyle L=10\ m}로 같고,
- 휨 강성은 각각 EI, 2EI, EI이다.
- 부재 AB는 지점 A로부터 {\displaystyle a=3\ m}의 위치에 크기 {\displaystyle P=10\ kN}인 집중 하중이,
- 부재 BC는 부재 전체에 걸쳐 {\displaystyle q=1\ kN/m}의 등분포 하중이,
- 부재 CD는 중앙에 크기 {\displaystyle P=10\ kN}인 집중 하중이 재하되어 있다.

계산 과정에서, 반시계 방향의 모멘트를 양(+)으로 한다.

### 고정단 모멘트
고정단 모멘트는 각 절점을 고정시켰을 때 부재단에 발생하는 모멘트이다.
{\displaystyle M_{AB}^{f}={\frac {Pab^{2}}{L^{2}}}={\frac {10\times 3\times 7^{2}}{10^{2}}}=14.7\ kN\cdot m}
{\displaystyle M_{DC}^{f}=-{\frac {PL}{8}}=-{\frac {10\times 10}{8}}=-12.5\ kN\cdot m}

### 분배율
각 절점에서의 분배율은 부재의 상대적 강성의 비율이므로 다음과 같이 구할 수 있다.
{\displaystyle D_{BA}={\frac {\frac {3EI}{L}}{{\frac {3EI}{L}}+{\frac {4\times 2EI}{L}}}}={\frac {\frac {3}{10}}{{\frac {3}{10}}+{\frac {8}{10}}}}=0.27}
{\displaystyle D_{BC}={\frac {\frac {4\times 2EI}{L}}{{\frac {3EI}{L}}+{\frac {4\times 2EI}{L}}}}={\frac {\frac {8}{10}}{{\frac {3}{10}}+{\frac {8}{10}}}}=0.73}
{\displaystyle D_{CB}={\frac {\frac {4\times 2EI}{L}}{{\frac {4\times 2EI}{L}}+{\frac {4EI}{L}}}}={\frac {\frac {8}{10}}{{\frac {8}{10}}+{\frac {4}{10}}}}=0.67}
{\displaystyle D_{CD}={\frac {\frac {4EI}{L}}{{\frac {4\times 2EI}{L}}+{\frac {4EI}{L}}}}={\frac {\frac {4}{10}}{{\frac {8}{10}}+{\frac {4}{10}}}}=0.33}
이 때 절점 A, D에서의 분배율은 {\displaystyle D_{AB}=D_{DC}=1}이다.

### 전달률
각 부재단에서 발생한 불균형모멘트가 분배되면서 그 {\displaystyle {\frac {1}{2}}}이 다른쪽 부재단으로 전달된다. 단, 절점 B에서 롤러단인 절점 A로는 모멘트가 전달되지 않으며, 고정단인 절점 D에서 절점 C로도 모멘트가 전달되지 않는다.

### 모멘트 분배
|                 | 절점 | A     |   | 절점   | B     |   | 절점   | C     |   | 절점   | D |
| 분배율          | 0    | 1     |   | 0.27   | 0.73  |   | 0.67   | 0.33  |   | 1      | 0 |
| 고정단 모멘트   |      | 14.7  |   | -6.3   | 8.33  |   | -8.33  | 12.5  |   | -12.5  |   |
| 절점A 분배·전달 |      | -14.7 | → | -7.35  |       |   |        |       |   |        |   |
| 절점B 분배·전달 |      |       |   | 1.44   | 3.88  | → | 1.94   |       |   |        |   |
| 절점C 분배·전달 |      |       |   |        | -2.05 | ← | -4.09  | -2.02 | → | -1.01  |   |
| 절점B 분배·전달 |      |       |   | 0.55   | 1.50  | → | 0.75   |       |   |        |   |
| 절점C 분배·전달 |      |       |   |        | -0.25 | ← | -0.50  | -0.25 | → | -0.13  |   |
| 절점B 분배·전달 |      |       |   | 0.07   | 0.18  | → | 0.09   |       |   |        |   |
| 절점C 분배·전달 |      |       |   |        | -0.03 | ← | -0.06  | -0.03 | → | -0.02  |   |
| 절점B 분배      |      |       |   | 0.01   | 0.02  |   |        |       |   |        |   |
| 모멘트의 합     |      | 0     |   | -11.58 | 11.58 |   | -10.20 | 10.20 |   | -13.66 |   |

여기서 회색 음영은 각 절점의 불균형 모멘트로부터 분배가 완료된 분배 모멘트를 의미하며 화살표( → / ← )는 부재의 다른쪽 단으로의 전달을 의미한다. 모멘트의 합은 해당 열의 모든 모멘트의 대수 합으로 구한다.

### 결과

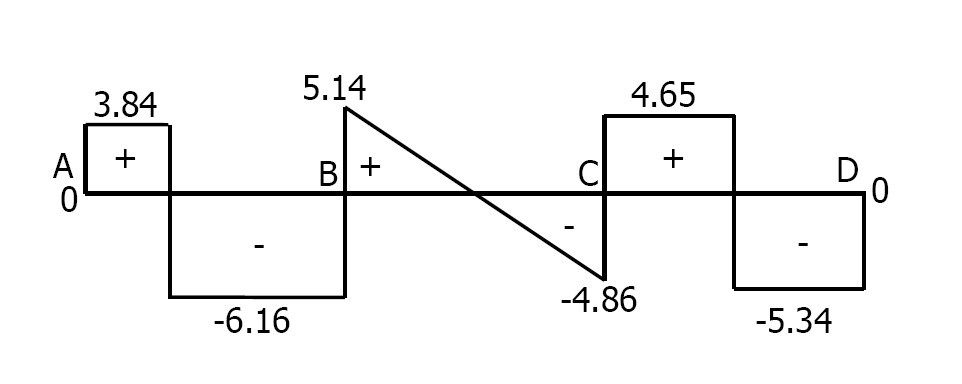
예제 구조물의 전단력도(shear diagram).

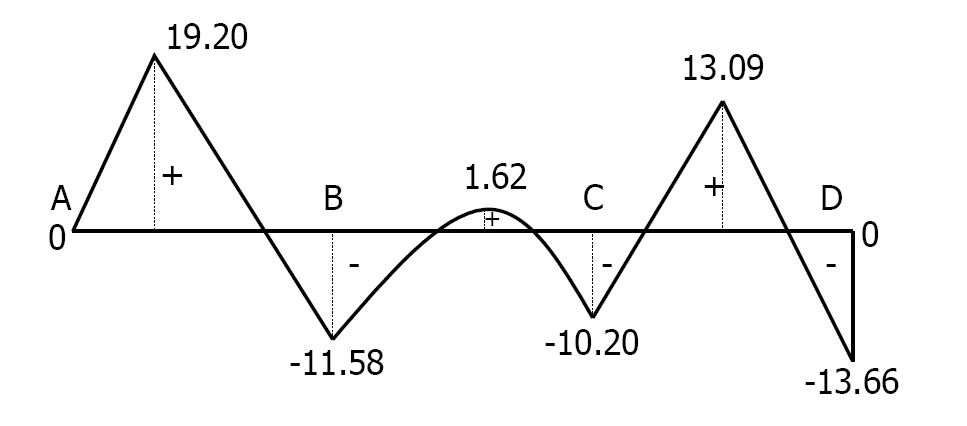
예제 구조물의 휨 모멘트도(bending moment diagram).

- 절점 모멘트

{\displaystyle M_{A}=0\ kN\cdot m}
{\displaystyle M_{B}=-11.58\ kN\cdot m}
{\displaystyle M_{C}=-10.20\ kN\cdot m}
{\displaystyle M_{D}=-13.66\ kN\cdot m}
여기서 음(-)의 부호는 부재의 상단에 인장이 발생하도록 하는 휨 모멘트를 의미한다.
- 전단력도

- 휨 모멘트도

## 참고 문헌
- McCormac, Jack C.; James K. Nelson, Jr. (1997). Structural Analysis: A Classical and Matrix Approach, 2nd, Addison-Wesley, 488-538.  ISBN 0-673-99753-7.
- 양창현 (2001-01-10). 《구조역학》, 4판, 청문각, 391-422. ISBN 89-7088-709-1.

## 같이 보기
- 처짐각법
- 고정단 모멘트
- 하디 크로스